# Manuela (telenowela)
Manuela – argentyńska telenowela zrealizowana w 1991 roku. Tytułową rolę odtwarza Grecia Colmenares, a piosenka z czołówki pochodzi z repertuaru Julio Iglesiasa (wersja argentyńska). We włoskiej czołówce piosenkę tytułową wykonuje Pablo Olvidas.
Telenowela była w latach 90. niezwykle popularna w Polsce. W latach 1993–1994 emitowała ją stacja Polonia 1, następnie od maja 1998 do stycznia 1999 nadawał ją TVN.

## Opis fabuły
W latach 50. na Sycylii młoda dziewczyna o imieniu Bernarda zakochuje się w przystojnym Corrado. Jednak z powodu różnic społecznych młodzi nie mogą liczyć na wspólną przyszłość. Po pewnym czasie Bernarda zachodzi w ciążę i jej rodzina prześladuje Corrado, który zmuszony jest uciekać z Sycylii do Argentyny. Bernarda rodzi córkę Isabel. Napiętnowana przez społeczeństwo i własną rodzinę również opuszcza Sycylię i wyjeżdża do Argentyny. W czasie burzy wraz z dzieckiem schronienie znajduje u bogatej Madame Guerrero. Ta zgadza się przyjąć Bernardę do swojego domu i służyć jej jako guwernantka domu pod jednym warunkiem: Isabel będzie wychowywana w przeświadczeniu, iż jej matką jest Madame Guerrero. W tym samym czasie Corrado żeni się z Mercedes i w dziesięć lat później na świat przychodzi córka Manuela, która jest o dziesięć lat młodsza od swej przyrodniej siostry Isabel.
Isabel studiuje w Los Angeles i pewnego razu w czasie biegania ulega potrąceniu przez samochód kierowany przez bogatego Fernanda Salinas. Fernando zakochuje się w Isabel choć ta nie okazuje żadnych uczuć. Isabel dowiaduje się, iż stan zdrowia Madame Guerrero pogorszył się i wraca samolotem do Argentyny. W samolocie znów spotyka Fernanda, który zaczyna okazywać jej zainteresowanie. Po przyjeździe Isabel dowiaduje się, że jej prawdziwą matką jest Bernarda na co reaguje złością i nie akceptuje tego faktu. Bernarda opowiada jej prawdziwą historię i tłumaczy dlaczego postąpiła w ten sposób. Wkrótce umiera Madame Guerrero i majątek rodzinny zostaje wystawiony na licytację. Za namową Bernardy Isabel wychodzi za mąż za Fernando i wraz z Bernardą (jako jej osobistą guwernantką) przenosi się do bogatej posiadłości męża. Nikt nie wie, że Bernarda to matka Isabel.
W tym samym czasie Manuela dorasta na wsi nie wiedząc iż ma przyrodnią siostrę, która wygląda dokładnie tak samo, która jednak jest o dziesięć lat starsza od niej. Dodatkowo Isabel ma blond włosy a Manuela koloru kasztanowego. Pewnego razu w czasie pobytu w Buenos Aires Corrado udaje się do posiadłości Salinasów gdzie rozmawia z Bernardą. W czasie ich rozmowy dołącza Isabel. Bernarda ostrzega go aby nie powiedział jej prawdy, że jest jej ojcem. Po przyjeździe do domu Corrado prosi Manuelę aby zmieniła kolor włosów na blond. Niedługo potem dostaje ataku serca i nie zdąży powiedzieć Manueli, iż ma przyrodnią siostrę, która wygląda jak ona.
Isabel podczas wizyty u doktora Villa dowiaduje się, że jest bezpłodna. Dodatkowo zaczyna mieć schorzenie skóry, które objawia się ropnymi ranami. Bernarda szantażuje doktora Villę, by ten powiedział Fernando, iż to on jest bezpłodny. Fernando wyjeżdża w interesach do Rzymu. Isabel udaje się do Madrytu do kliniki specjalistycznej by wyleczyć problemy ze skórą. W czasie pobytu w Rzymie Manuela spotyka Fernando, który nawiązuje z nią romans. Oboje zakochują się w sobie. Manuela jednak nie wie, że Fernando jest żonaty. Emilio, który towarzyszy Isabel w Madrycie zdradza jej, że Fernando nawiązał romans. Ta w ataku wściekłości leci do Rzymu. W pokoju hotelowym spotyka Manuelę, którą ostrzega by zostawiła Fernando. Oznajmia, iż jest jego żoną i poniżając ją wyrzuca zdruzgotaną kobietę. Uderzające podobieństwo widzi tylko Isabel. Nosi ona ciemne okulary i kapelusz dlatego Manuela nie jest świadoma tego faktu. Manuela właśnie dowiedziała się, że jest w ciąży z Fernando ulega wypadkowi na motocyklu i traci dziecko. Wraca wraz ze swoim kuzynem Rudym do domu chcąc zapomnieć o tym co się wydarzyło w Rzymie.
Isabel chcąc ratować małżeństwo wybiera się w rejs łodzią po Paranie. Mimo iż Fernando chce wypłynąć następnego dnia, by dodatkowo sprawdzić oświetlenie i stan techniczny łodzi, Isabel upiera się by wypłynąć wieczorem. Niedługo po wypłynięciu gasną lampy na łodzi i ich łódź zderza się z inną. W szpitalu okazuje się, że ekipa ratownicza na miejscu znalazła jedynie Fernanda. Twarz Isabel uległa oszpeceniu przez śrubę łodzi. Zostaje znaleziona na wyspie przez kobietę i mężczyznę. Kobieta zabiera jej wisiorek i pierścionek. Mąż, który chce jej zabrać skradzione rzeczy, uderza ją i ta wpada do rzeki. Jej znalezione po kilku dniach ciało zostaje uznane za ciało Isabel (Fernando rozpoznaje wisiorek i pierścionek). Bernarda jednak nie wierzy w śmierć swej córki. Isabel trafia do domu Jacinty, starej znachorki i zielarki, która ratuje jej życie i opiekuje się nią. Isabel otrzymuje od Jacinty maskę, która skrywa jej oszpeconą twarz.
Fernando próbuje odnaleźć Manuelę. Udaje mu się to w dniu kiedy Manuela ma wyjść za mąż za Ruddyego. Manuela ostatecznie wyjeżdża z Fernandem i bierze ślub. Po przyjeździe do rezydencji Salinas wszyscy są zaszokowani podobieństwem Manueli do Isabel. Manuela widzi portret Isabel w salonie i nie może sama uwierzyć w tak duże podobieństwo do Isabel.
Tymczasem pewnej nocy Isabel powraca do domu Salinasów i przy pomocy Bernardy knuje plany, by zniszczyć Manuelę. Mieszka w swoim dawnym pokoju. Chce poddać się operacji plastycznej twarzy i odzyskać swoje miejsce w domu u boku Fernanda.

## Obsada
- Grecia Colmenares: Isabel Guerrero / Manuela Verezza
- Jorge Martínez: Fernando Salinas
- María Rosa Gallo: Bernarda
- Gabriel Corrado: Rudy Verezza
- Silvia Kutika: Mariana Verezza
- Cristina Murta: Mercedes Verezza
- Marita Ballesteros:Teresa Salinas
- Gustavo Guillén: Emilio
- Nelly Prono: Gabriela
- Hilda Bernard: Madame Guerrero
- Aldo Braga: Corrado
- Andrea Bonelli: Silvina
- Graciela Gomez: Adelaida
- Pachi Armas: Dr Pintos
- Carlos Mena: Lorenzo
- Fabián Pizzorno: Leopoldo
- Jean Pierre Noher: Antonio
- Eduardo Sapac: Art Wilson
- Horacio Menite: Leonardo de la Vega
- Manuela Gonzalez Bird: Elisa
- Horacio Peña: ojciec José
- Veronica Lercari: Chela
- Clotilde Borella: Carlota
- Andrea Politti: Luisa
- Fabiana Gonzalez Roth: Celeste
- Maria Silvia Varela: Felisa
- Nya Quesada: Jacinta
- Maurice Jouvet: Benigno (odcinki 1 – 13)
- Rodolfo Brindisi: Benigno (odcinki 77 – 78)
- Joaquin Bouzas: Dr Villas
- Horacio Dener: Rafael
- Alberto Lago: Gustavo
- Tina Elba: pani Barnett
- Veronica Meneguzzi: Nina
- Lita Soriano: Amelia
- Magali Moro: Rosario
- Liliana Lavalle: Dorothy
- Susana Monetti: Amanda
- Roxana Testa: Marcia
- Pilar Masciocchi: Isabel Guerrero (odcinki 63–86)
- Vita Escardó: Isabel Guerrero (odcinki 86–165) / Anais
- Monica Galán: Enfermera Norma
- Giorgio Mastrota: Marcello
- Gloria Carrá: Jenny
- Gabriela Salas: młoda Bernarda
- Rubén Ballester: młody Corrado
- Daniela Redin: Manuela jako dziecko